# Зипойт Вифин
Зипойт Вифин (Зипойт II или Зипоит II; др.-греч. Zιπoίτης) — правитель части Вифинии в 279—276 годах до н. э.

## Биография
Зипойт Вифин был одним из младших сыновей вифинского царя Зипойта и управлял Финской Фракией, переданной ему, возможно, ещё при жизни отца.
После смерти отца, опасаясь повторения участи своих братьев, казнённых Никомедом I, а также будучи несогласным выполнять его распоряжение о передаче своих владений гераклеотам, Зипойт поднял восстание. По мнению некоторых исследователей (например, Дройзена И. Г. и Жигунина В. Д.), помимо части коренного населения Вифину оказывал поддержку сирийский царь Антиох I Сотер. Однако к его противникам, эллинам, присоединились «союзные силы», и Зипойт потерпел поражение. По предположению О. Л. Габелко, это произошло в 279 или в первой половине 278 года до н. э., после чего Зипойт скрылся в «коренных вифинских землях», а Никомеду продолжали оказывать помощь его греческие союзники из Северной лиги.
Для того, чтобы окончательно уничтожить своего брата и его сторонников, Никомед пригласил в Малую Азию галатов под предводительством Леоннара и Лиутара. По свидетельству Тита Ливия, «главным образом благодаря их помощи Зипойт и был побежден, а вся Вифиния перешла во владение Никомеда».